# Rio Diaca (Bistriţa)
O Rio Diaca é um rio da Romênia, afluente do Bistriţa, localizado no distrito de Suceava.